# Incidente dell'Ilyushin Il-18 di United Arab Airlines del 1969
Il 20 marzo 1969, un Ilyushin Il-18 della United Arab Airlines si schiantò mentre tentava di atterrare all'aeroporto Internazionale di Assuan in pessime condizioni meteorologiche. 100 dei 105 passeggeri e membri dell'equipaggio a bordo persero la vita nell'incidente.

## L'aereo
Il velivolo coinvolto era un Ilyushin Il-18D, marche SU-APC, numero di serie 188011301. Volò per la prima volta nel 1969 e venne consegnato a United Arab Airlines, ora EgyptAir, il 4 marzo dello stesso anno. Era spinto da 4 motori turboelica Ivchenko AI-20. Al momento dell'incidente, l'aereo aveva meno di un mese e aveva accumulato solo 128 ore di volo.

## L'incidente
Il volo era un servizio passeggeri internazionale charter da Gedda, in Arabia Saudita, ad Assuan, in Egitto. L'aereo trasportava a casa fedeli musulmani che avevano vinto un pellegrinaggio attraverso una lotteria. Mentre il volo tentava di atterrare era mattino presto ed era buio e una tempesta di sabbia aveva ridotto la visibilità a soli 2-3 chilometri. Dopo due tentativi di atterraggio falliti, l'aereo stava eseguendo un terzo tentativo quando si inclinò a destra e colpì il lato sinistro della pista. L'ala si separò e seguì una fuoriuscita di carburante che causò un incendio.

## Le indagini
L'indagine appurò che l'incidente si era verificato poiché "il pilota scese al di sotto dell'altitudine minima di sicurezza senza avere chiaramente in vista le luci della pista. Un fattore che contribuì fu la fatica derivante da ore di lavoro continuo senza adeguati periodi di riposo".